# Woszeria
Woszeria, prostnica (Vaucheria) – rodzaj glonów z klasy różnowiciowców z monotypowej rodziny Vaucheriaceae.

## Budowa i ekologia
Woszerie żyją w wilgotnej glebie i w wodach słodkich oraz słonawych. Zwykle tworzą zbitą darń. Są to jedyne różnowiciowce, u których stwierdzono rozmnażanie płciowe na drodze oogamii. Morfologicznie przypominają zielenice, do których pierwotnie były zaliczane. Plecha woszerii ma postać długiego, nitkowatego komórczaka. Protoplazma jest w niej rozmieszczona przyściennie i zawiera drobne chromatofory i kropelki tłuszczu. Chloroplasty reagują ruchem na światło o krótkich falach – od nadfioletowego po niebieskie. Komórki mogą wytwarzać nibynóżki i poruszać się pełzakowato. Niektóre gatunki mają błony komórkowe inkrustowane wapniem, przez co ich szczątki mogą przyczyniać się do powstawania skał wapiennych. Vaucheria sessilis jest gatunkiem oligosaprobowym, typowym dla wód co najwyżej słabo zanieczyszczonych materią organiczną. Niektóre gatunki występują w źródłach, inne tworzą fitobentos dużych rzek. Ze względu na szerokie rozpowszechnienie i występowanie w wodach o różnej czystości, rodzaj woszeria ma niskie wartości jako takson Makrofitowego Indeksu Rzecznego Przedstawiciele rodzaju są rozpowszechnieni na całym świecie, w tym także na Antarktydzie. Opisano 263 gatunków woszerii. Jednym z nich jest woszeria rozesłana (Vaucheria repens). 

## Rozmnażanie
Rozmnaża się bezpłciowo za pomocą dużych, wielowiciowych zoospor lub płciowo, w drodze oogamii.

### Rozmnażanie płciowe
Organy płciowe umieszczone są z boku nici. Plemnia powstaje ze szczytowej części rożkowatego wyrostka plechy. Po odcięciu się tej części powstają w niej bezbarwne dwuwiciowe plemniki, które wydostają się przez otwór w ścianie. Bezbarwne i jednojądrowe lęgnie tworzą się w bezpośrednim sąsiedztwie plemni. Początkowo lęgnie zawierają wiele jąder, ale zanikają one, pozostawiając jedno jądro komórki jajowej wypełnionej tłuszczem. Po wniknięciu plemników do lęgni przez otworek na jej szczycie jeden z nich zlewa się z jajem tworząc zygotę. Zygota otacza się ścianą i po przejściu podziału redukcyjnego kiełkuje w nowy organizm.
Wytwarzanie organów płciowych inicjowane jest przez zmiany warunków środowiska (np. temperatury). Osobniki są jednopienne, a z pojedynczej lęgni lub plemni może się zregenerować obupłciowy osobnik.

### Rozmnażanie bezpłciowe
Na końcu nici powstaje nabrzmienie, które, po odcięciu ścianą od reszty nici, tworzy zoosporangium. Po dojrzeniu, na szczycie zoosporangium powstaje otwór, przez który wypływa naga zoospora. Zoospora jest wielowiciowa i wielojądrowa (synzoospora). Ma kolor ciemnozielony. Wypełnia ją wakuola otoczona warstwą gęstej plazmy. W wewnętrznych częściach plazmy znajdują się chromatofory, a w zewnętrznych jądra. Naprzeciw każdego jądra znajdują się dwie wici. Zoospora ma zdolność poruszania się, po kilku godzinach osiada jednak na podłożu i kiełkuje w osobnika potomnego. Kolejne fazy rozmnażania bezpłciowego ilustruje rysunek w infoboksie.
Wytwarzanie pływek może być inicjowane brakiem pożywienia w siedlisku lub działaniem auksyn (kwas indolilooctowy).

## Gatunki
Rozszerzony spis gatunków można znaleźć w AlgaeBase.
- Vaucheria acranda
- Vaucheria adela
- Vaucheria arcassonensis
- Vaucheria aversa
- Vaucheria bermudensis
- Vaucheria borealis
- Vaucheria compacta
- Vaucheria coronata
- Vaucheria dillwynii
- Vaucheria disperma
- Vaucheria erythrospora
- Vaucheria fontinalis
- Vaucheria geminata
- Vaucheria hamata
- Vaucheria litorea
- Vaucheria longicaulis
- Vaucheria longipes
- Vaucheria minuta
- Vaucheria nasuta
- Vaucheria nicholsii
- Vaucheria ornithocephala
- Vaucheria orthocarpa
- Vaucheria pachyderma
- Vaucheria piloboloides
- Vaucheria racemosa
- Vaucheria repens
- Vaucheria sesscuplicaria
- Vaucheria sessilis
- Vaucheria sphaerospora
- Vaucheria terrestris
- Vaucheria thuretii
- Vaucheria uncinata